# Kamba (peuple du Kenya)
Pour les articles homonymes, voir Kamba.
Ne doit pas être confondu avec Kamba (peuple des Congo et d'Angola).
Les Kamba sont un peuple bantou d'Afrique de l'Est établi dans la semi-aride Province orientale du Kenya, des environs de Nairobi et Tsavo à Embu au nord. Leur pays s'appelle Ukamba. Selon les sources, ils représentent entre le troisième et le cinquième groupe ethnique du Kenya. Ils parlent la langue kikamba (ou kamba), une langue bantoue.

## Ethnonymie
Selon les sources et le contexte, on rencontre plusieurs variantes : Akamba, Akambas, Kaamba, Kambas, Oukamba, Wakamba.

## Histoire

### Historiographie
Pour aborder l'histoire des Akamba, il est nécessaire d'en présenter les sources. Elles sont peu nombreuses et émanent presque totalement d'observateurs extérieurs. 

#### Les sources écrites
Nous ne disposons que de sources externes, toutes d'origines européennes, datant, pour les premières, du milieu du XIXe siècle. La plupart englobent les écrits des voyageurs, explorateurs et missionnaires européens. Certaines sont quant à elles issues des écrits des administrateurs coloniaux britanniques. Les plus essentielles sont les publications de Johann Ludwig Krapf, de Charles Guillain, de Ludwig von Höhnel, de Charles Dundas et de William Hobley.
Une autre source, toujours d'origine européenne, plus récente cette fois, mais plus à caractère ethnographique, a été publiée par l'ethnologue suisse Gerhard Lindblom en 1920.

#### Les sources orales
Les traditions orales, concernant la société kamba et plus précisément la question des origines et des migrations, n'ont pas fait l'objet d'une publication compilée et générale. Il est alors impossible de faire des études comparatives et par conséquent plus précises. De plus, les collectes de ces récits oraux ont été réalisées pour la plupart au XIXe siècle et au début du XXe siècle par des administrateurs coloniaux ou par les voyageurs européens, à la recherche de nouvelles civilisations et de nouvelles terres. Ces traditions, transmises de génération en génération, apparaissent alors de façon éparse ici et là dans les sources européennes puis coloniales. 
Il faut donc être très prudent avec ce genre de sources et les intégrer avec un minimum de recul car elles sont imprégnées d'enjeux sociaux et affectifs. C'est le missionnaire Johann Ludwig Krapf qui livre le plus de traditions orales dans son journal de voyages déjà cité précédemment.

### Origine et migration

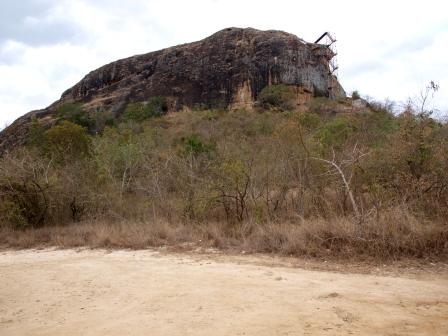
En pays kamba

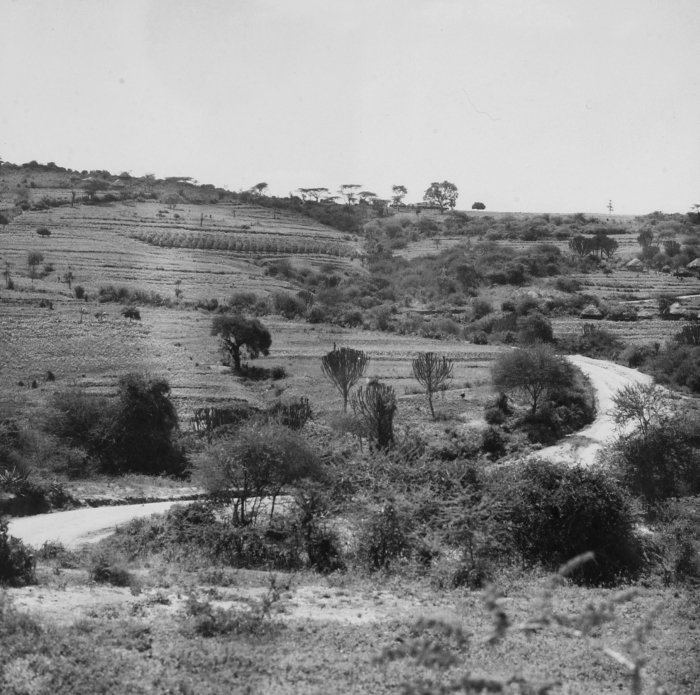
Collines de Machakos

Les Akamba se sont installés au nord-est de la Tanzanie durant la première partie du XVIe siècle. Rapidement, les communautés Akamba ont migré sur leurs terres actuelles en provenance de la Tanzanie occidentale (Unyamwezi) en passant par les monts Usambara et le Kenya oriental. En effet, ces populations ont abandonné les plaines du Kilimandjaro suite probablement à des assauts massaï. Ils se sont d'abord installés au sud du pays kamba sur les collines de Chyulu pour très vite investir les plaines de Kibwezi. Vers 1650, les Akamba ont migré vers le nord-ouest de la frontière de leur pays actuel, plus particulièrement vers les collines de Mbooni, appelées aujourd'hui Machakos. Ils ont construit leurs huttes dans la campagne peu peuplée, au cœur de ces montagnes. Débute alors pour les Akamba, une vie semi-sédentaire et agricole à Mbooni, même si le nomadisme reste une activité fondamentale. Vers 1715, de nouveaux déplacements s'effectuent, un groupe ayant traversé le fleuve Athi pour s'installer au centre de la région de Kitui dans l'est. La population de Mbooni va commencer à diminuer considérablement. Autour des années 1760, de nouveaux mouvements ont lieu et sont à l'origine de la fragmentation de la population kamba. Vraisemblablement, les colons kamba sont partis en direction du sud et de l’est à cause de la famine, une famine liée à la hausse de la population et à la baisse de la productivité dans la région de Mbooni. Kitui devient le centre du peuplement kamba. Toutefois, à la suite de la terrible famine de 1836, des colonies kamba se sont aussi implantées en pays nyika dans le district de Rabai et plus précisément à Mariakani, Kisauni et Kinango. Ils adoptent alors une vie urbaine. Ils se trouvent toujours en grand nombre dans ces villes et ont été assimilés dans la vie culturelle, économique et politique moderne de la province de la Côte. 
Certains anthropologues sont persuadés que les Akamba sont issus d'un mélange de peuples ouest et est-africains et ont des similarités avec les fermiers bantous (Kikuyus, Taitas) venus de l'ouest, les nomades nilotes (Masaïs, Kalenjins, Boranas, etc.) venus du Soudan et les communautés Oromos venues d'Éthiopie avec lesquels ils partagent leurs frontières, à l'est de Tsavo.

### Histoire économique des Akamba auXIXesiècle

#### Le commerce
Les Kamba exercent souvent différentes professions : agriculteurs, chasseurs, un grand nombre étant nomades. L'activité commerciale chez les Kamba est née dans les années 1780 et s’est étendue au XIXe siècle. Il s'agit d'abord d'un commerce inter-régional entre les Kamba et les autres peuples du centre et du nord-est du Kenya. Le commerce sous forme de troc est pratiqué avec les Kikuyu, les Masaï, les Amerus et les Embus à l'échelle locale ainsi qu'avec les Mijikendas et les Arabes sur la côte en chevauchant à travers les plaines orientales du Kenya. À partir de 1780 et ce jusqu'en 1850, ils étendent leur activité commerciale et exercent leur contrôle économique le long de la partie centrale du territoire correspondant à l'actuel Kenya (en Kikamba, Kiinyaa signifie « montagne de l'autruche »), depuis l'océan Indien à l'est jusqu'au lac Victoria à l'ouest et au lac Turkana au nord[réf. nécessaire]. Les Kamba organisent ce commerce longue distance avec la côte et détiennent rapidement un monopole dans le cadre du commerce caravanier. Ils échangent en biens locaux comme la bière de canne, l'ivoire, les amulettes en laiton, les outils et les armes, le mil et le bétail. La nourriture obtenue par le commerce leur assure une sécurité vis-à-vis de la sécheresse et des famines. Ils se fournissent également en produits à vertus médicinales connues sous le nom de miti (littéralement « plantes »), obtenus à partir des nombreuses plantes trouvées dans les plaines d'Afrique de l'Est. 
En 1849, le missionnaire Johann Ludwig Krapf, en voyage au cœur du pays kamba, note les énormes bénéfices kamba en ce qui concerne le commerce de l’ivoire. Il dit que celui-ci avait « placé les Kamba parmi les tribus les plus riches de l’Afrique de l’Est ». Dès lors, ils peuvent imposer leurs conditions dans le cadre des transactions et en 1849 toujours, les marchands kamba n'échangent l'ivoire que contre du bétail, article le plus recherché[réf. nécessaire].

#### La chasse
Cette dominance  réelle s'explique par une très ancienne tradition de chasse parmi les populations kamba. Leurs arcs étaient plus petits et beaucoup moins puissants que ceux de leurs voisins Digo ou Meru, cependant les Kamba ont su adopter et améliorer le poison pour les flèches, faisant de cet élément une arme redoutable. Il y avait trois groupes de chasseurs, les jeunes hommes appelés Mavisi, les Anake, des hommes mariés avec 5 enfants et les Athani, les plus vieux hommes considérés comme les leaders. Les chasseurs les plus compétents ont assuré leur réussite en ayant osé s'approcher au plus près des animaux avant de tirer avec leurs flèches empoisonnées. Les anciens pionniers kamba apparaissent alors comme les prédateurs des animaux de prairies des régions de Machakos et de Kitui. Toutefois, les éléphants sont les premières proies recherchées par les Kamba, mais dans un premier temps ils ne sont pas spécifiquement chassés pour leur ivoire. Les choses changent avec la croissance du commerce à longue distance de la fin du XVIIIe siècle. Les chasseurs kamba construisent et augmentent le répertoire de chasse et vont aller chasser toujours plus loin afin de répondre aux nouvelles opportunités et à la demande côtière mais aussi pour faire face à la disparition des troupeaux en pays kamba.  La croissance de la chasse aux éléphants, surtout pour l'exportation de l’ivoire, est parallèle à l’émergence du commerce caravanier à grande échelle en pays kamba.  Les individus qui émergent comme leaders du commerce de longue distance, sont aussi les principaux organisateurs d’expéditions de chasse de grande taille. Dans les années 1840, les entrepreneurs et leaders locaux ont organisé des expéditions afin de voyager au-delà des frontières locales du district de Kitui pour acheter, trouver ou récolter de l’ivoire à partir de grands troupeaux d’éléphants que l’on pouvait trouver dans la région. Tous les moyens pour obtenir de l’ivoire étaient permis et d’ailleurs les chasseurs kamba nettoyaient même les défenses des éléphants morts de causes naturelles ou de maladies. Le développement et le contrôle du commerce de l’ivoire par la chasse, du transport par le commerce caravanier, et de la vente aux marchands Arabes et Swahili, a mené à l’émergence d’une nouvelle élite d'entrepreneurs parmi les Kamba de Kitui au milieu du XIXe siècle. Le plus célèbre de ces entrepreneurs dans les années 1830-1840 est incontestablement Kivoi Mwenda, cité par tous les récits de voyage européens du XIXe siècle.
Avec l'arrivée des colons européens, les Kamba deviennent des acteurs importants des chasses coloniales cette fois comme porteurs d’armes, traqueurs, dépeceurs, organisateurs de camps et autres auxiliaires de chasse. Leurs profondes connaissances des proies et du terrain fait d'eux des intermédiaires indispensables. De même, le commerce caravanier, depuis la côte est-africaine, organisé par les Swahili d’abord puis par les Européens à la fin du XIXe siècle a longtemps impliqué les hommes kamba comme porteurs et commerçants et mobilisé des effectifs toujours plus importants. En effet, tandis que les caravanes swahili et kamba comptent seulement environ 300 à 400 personnes, les caravanes britanniques dépassent les 800 hommes. Plus tard, dans la première partie du XXe siècle, ce sont les commerçants de Zanzibar qui sont devenus les exploitants en chef des routes commerciales pénétrant à l’intérieur depuis Mombasa. Ceci est en partie lié au commerce extensif par les populations africaines comme les Kamba, qui ont révélé les opportunités commerciales de l’intérieur. Mais cela dépend surtout de la forte augmentation de la demande en ivoire au niveau international.

### Arrivée des Européens en pays kamba à la fin duXIXesiècle
À la fin du XIXe siècle, les Arabes détournent le commerce côtier des Kamba qui deviennent des classes moyennes entre les commerçants arabes et swahili et les tribus de l'arrière-pays. Ils deviennent des guides idéaux pour les caravanes des marchands d'esclaves du Moyen-Orient et d'Inde. Très tôt, les Européens les utilisent également lors de leurs expéditions d'exploration de l'Afrique de l'Est en raison de leurs connaissances précises de ces régions et de leur neutralité vis-à-vis de nombreuses autres tribus. Dans la dernière décennie du XIXe siècle, la période précoloniale prend fin avec la fondation en 1889 d’un comptoir commercial par la Compagnie Impériale Britannique d’Afrique de l’Est dans le nord-ouest du pays kamba. Il s'agit de la première des intrusions européennes. Les huttes de la station de la Compagnie ont été placées à proximité de la zone aujourd’hui connue sous le nom de Machakos, juste sous les collines de Machakos, autrefois appelé Mbooni. Quand le Protectorat Britannique a été étendu, le long de la côte kényane, en 1895, pour embrasser les parties de l’intérieur, ce petit comptoir commercial est devenu une des plus fortes stations de l’intérieur dans une embryonnaire machine administrative coloniale.  Dès lors, le territoire kamba est incorporé au Protectorat. 
La résistance Akamba au colonialisme est principalement non violente par nature. Parmi les leaders les plus connus figurent Syokimau, Syotune wa Kathukye, Muindi Mbingu, puis Paul Ngei, JD Kali et Malu de Kilungu (un endroit localement connu sous le nom de Mitini kwa Malu). Ngei et Kali sont emprisonnés par le gouvernement colonial pour leur participation dans la lutte contre la colonisation. Syotune wa Kathukye mène une protestation pacifique pour récupérer le bétail confisqué par le gouvernement colonial britannique au cours d'une de ses expéditions répressives sur les populations locales. Muindi Mbingu est arrêté pour avoir mené une nouvelle marche de protestation pour le recouvrement de leurs terres autour des collines Mua dans le district de Masaku que les colons britanniques se sont appropriées pour eux-mêmes. JD Kali, avec Paul Ngei, rejoignent le mouvement Mau Mau pour que les Kényans se réapproprient le Kenya. Il est de nouveau emprisonné, à Kismayu, pendant les affrontements entre le gouvernement et les combattants de la liberté.

## Organisation sociale

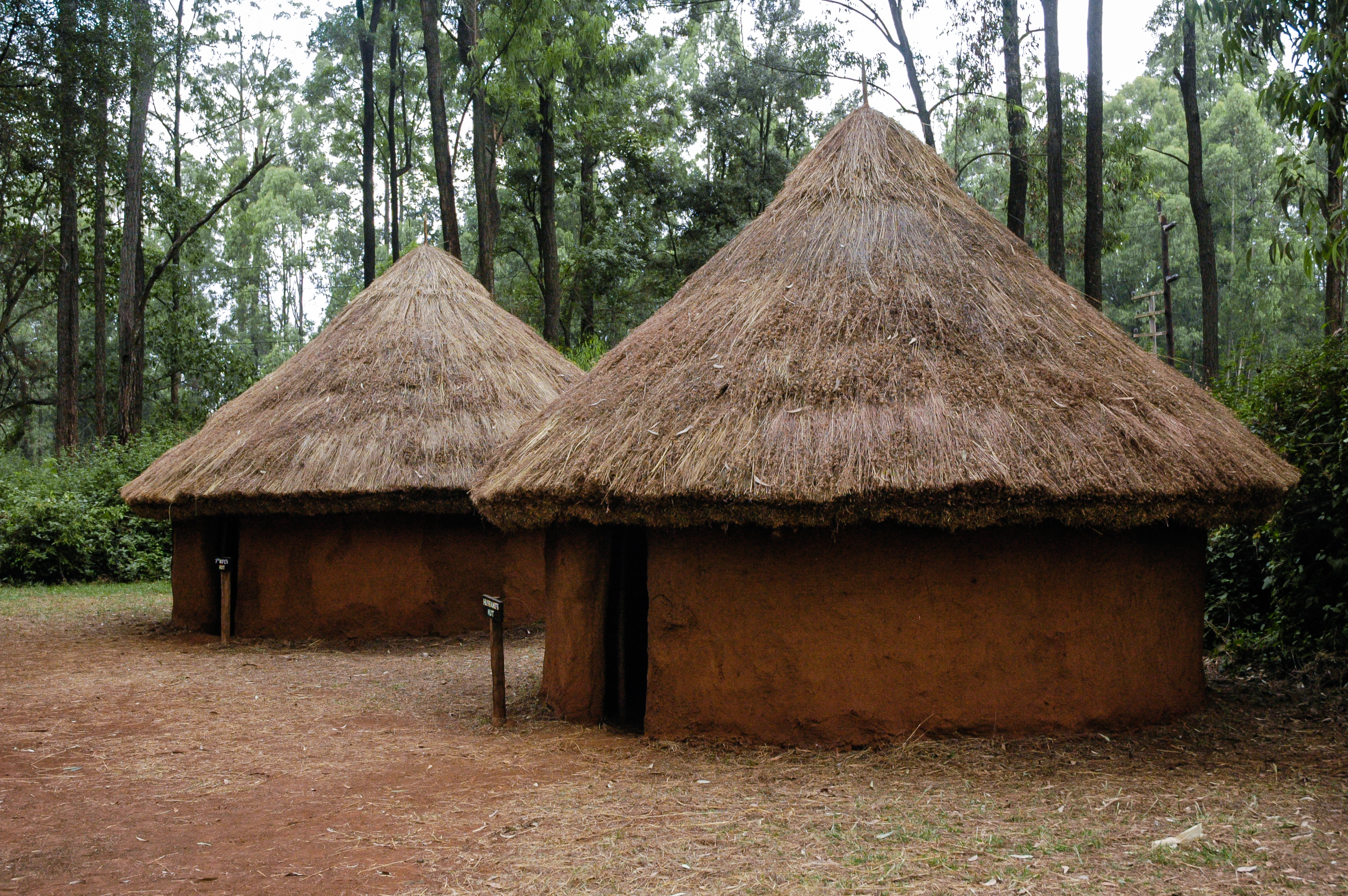
Habitations kamba à Bomas près de Nairobi

Dans la culture Kikamba, la famille est centrale dans la vie de la communauté. L'homme, qui est le chef de la famille, est responsable d'une des activités économiques populaires parmi la communauté, comme le commerce, la chasse, la garde des troupeaux (ses propres vaches) ou l'agriculture. Il est appelé Nau, Tata ou Asa.
La femme, quelle que soit l'occupation de son mari, travaille sur les terres qui lui reviennent en rejoignant la propriété de son mari. Elle fournit la quantité de nourriture consommée par la famille. Elle fait pousser le maïs, le millet, les patates douces, les citrouilles, les haricots, les pois cajan, les épinards, l'herbe aux flèches, le manioc et, dans les régions plus froides telles que Kangundo, l'igname. C'est le rôle de la mère d'élever les enfants. Même lorsqu'ils atteignent l'âge adulte, ils ne contredisent jamais les souhaits de leur mère. Elle est appelée Mwaitu (« la Nôtre »). Très peu de distinction est faite entre les enfants des frères et sœurs. Ils s'adressent à leurs oncles et tantes comme à leurs père et mère, à leurs cousins et cousines comme à leurs frères et sœurs. Les enfants se déplacent souvent d'une propriété à une autre sans gêne et se sentent chez eux chez les proches de leurs parents qui, ayant la charge de leurs neveux et nièces, sont de facto leurs parents.
Les grands-parents (Susu et Umau) aident dans les corvées les moins pénibles autour de la maison, comme la fabrication de cordes, le tannage du cuir, le nettoyage des calebasses et la confection de flèches. Les vieilles femmes continuent le travail de la terre, étant donné que c'est vu comme une source d'indépendance et de sécurité économique. Elles s'occupent aussi de la vente dans les marchés locaux, bien que pas exclusivement. Dans la famille Kikamba moderne, la femme, spécialement dans les régions urbaines, pratique des professions comme l'enseignement, le secrétariat, la gestion ou la couture, en accord avec l'évolution socio-économique du Kenya.

## Culture et croyances
L'identité est un aspect important chez les Wakamba. Les enfants sont souvent affectueusement appelés Musumbi (« le roi ») et Muthoki/Nthoki (« celui/celle qui a été longtemps attendu(e) »). Ils sont nommés en fonction du temps ou des évènements se déroulant après leur naissance. Par exemple, Nduku est un nom donné à un bébé-fille et Mutuku à bébé-garçon nés la nuit. Les enfants nés pendant la pluie peuvent être nommés Mumbua pour une fille ou Wambua pour un garçon. Ils peuvent également être nommés d'après un ancêtre vivant ou mort, selon la relation des parents avec la personne.
Comme les Masaïs et les Agikuyus, les Akamabas croient en un dieu monothéiste, invisible et transcendent, Ngai ou Mulungu, vivant dans le ciel (yayayani). Asa (« le Père ») est un autre nom vénérable pour leur dieu. Il est aussi connu sous le nom de Mwatuangi. Il est perçu comme le créateur omnipotent de la vie sur la Terre et une entité miséricordieuse. Les Akamba traditionnels perçoivent les esprits de leurs morts, les Aimu/Maimu, comme les intercesseurs entre eux et Ngai. Ils sont honorés dans les rituels familiaux et les offrandes ou libations sur les autels individuels.

## Musiques
L'amour des Akamabas pour la musique et la danse est une évidence dans leurs performances spectaculaires à de nombreuses occasions dans leur vie quotidienne ou lors d'évènements d'importances régionales et nationales. Dans leurs danses, ils montrent une agilité et une habilité athlétiques sur des mouvements acrobatiques et corporels. Leurs techniques et leur style ressemble à ceux des Tutsi du Rwanda et du Burundi et des Embu du Kenya.
Les styles de danses traditionnels des Akamba sont :
- Mwali (pl. : Myali) : une danse accompagnant une chanson, généralement pour critiquer un comportement anti-social
- Kilumi et Ngoma : des danses religieuses, pratiquées lors des cérémonies de guérison ou pour faire pleuvoir
- Mwilu : une danse de la circoncision
- Mbalya ou Ngutha : une danse pour les jeunes qui se réunissent afin de se divertir après les journées de corvées
- Kamandiko : le disco moderne

Les danses sont souvent accompagnées de chansons composées pour l'occasion (mariages, naissances, évènement nationaux importants) et reflètent la structure traditionnelle des chants Kikambas, à l'échelle musicale pentatonique. Ils sont vivants et sonores, et sont composés pour faire une satire des comportements déviants et anti-sociaux. Les Akamba possèdent des chants de travail célèbres, comme Ngulu Mwalala qu'ils font entendre par exemple en creusant. Les opérateurs de maintenance ont des chants différents, selon leur âge. Durant le Mbalya, le leader de la danse compose des chansons d'amour ou satiriques afin d'entraîner son ou ses compagnons.

## Vêtements

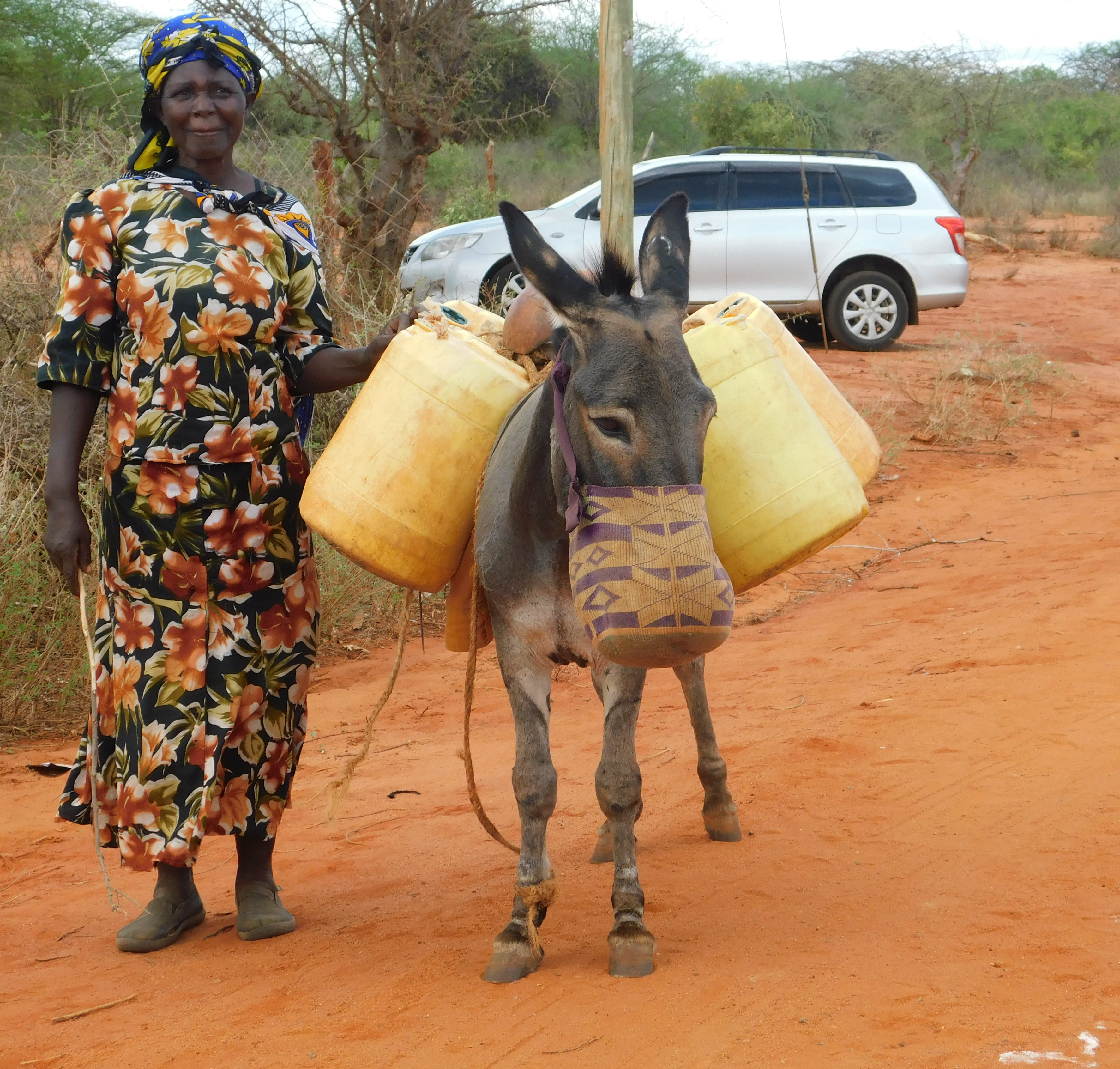
Tissu à fleurs pour une femme d'aujourd'hui (2019).

Les Akambas des temps modernes, comme la plupart des Kenyans, s'habillent de manière assez conventionnelle, à la manière des Occidentaux. Les hommes portent donc des pantalons, généralement faits de coton d'aneth, et des chemises. Les jeunes garçons portent, comme la règle l'impose, des shorts et des chemises à manches courtes, généralement en coton, ou des tee-shirts. Traditionnellement, les hommes Akamba portent des kilts en cuir, conçus à partir des peaux d'animaux ou des écorces d'arbres, et de nombreux bijoux, principalement en cuivre et en laiton, consistant en colliers, bracelets et chevillières.
Les femmes s'habillent également à la mode européenne, en choisissant parmi les robes, jupes, pantalons, jeans et shorts conçus dans les tissus du pays. Dans le passé, elles étaient attirées vers des jupes en cuir ou en écorce à hauteur de genou, embellies avec des perles, et portaient des colliers également en perles obtenues des marchands swahilis et arabes. Elles se rasaient la tête et portaient un bandeau décoré de perles. Les nombreux groupes de danse festive ou religieuse arboraient des couleurs et des motifs similaires pour se distinguer entre eux des autres groupes.
Traditionnellement, les hommes et les femmes sont chaussés de sandales en cuir, spécialement pour s'aventurer loin de leurs terres, vers les marchés ou dans les délégations ; chez eux ou dans leurs champs, ils restaient pieds nus.

## Artisanat

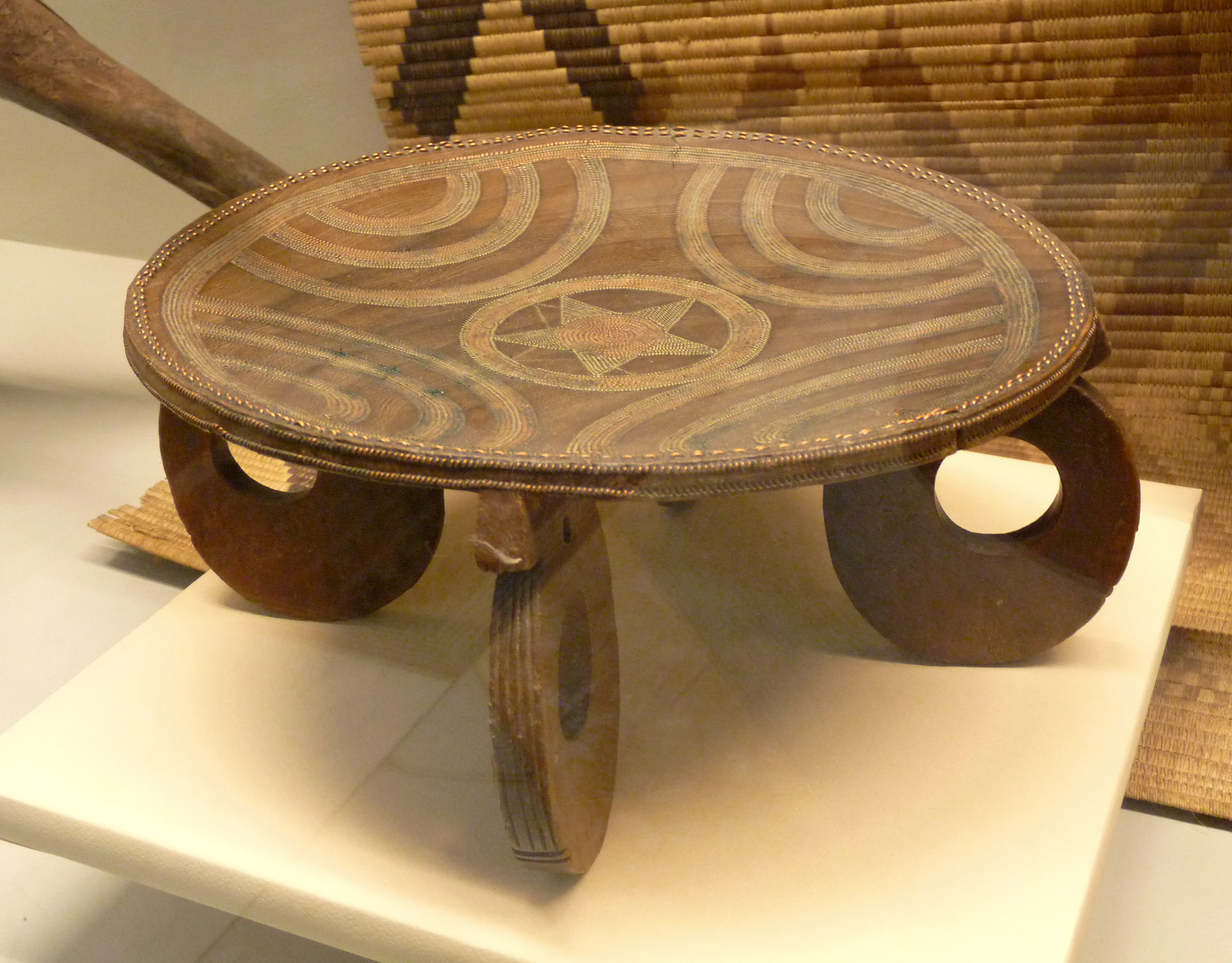
Tabouret gravé
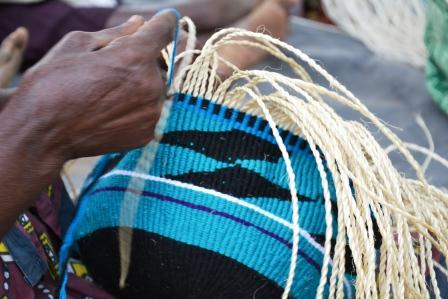
Vannerie
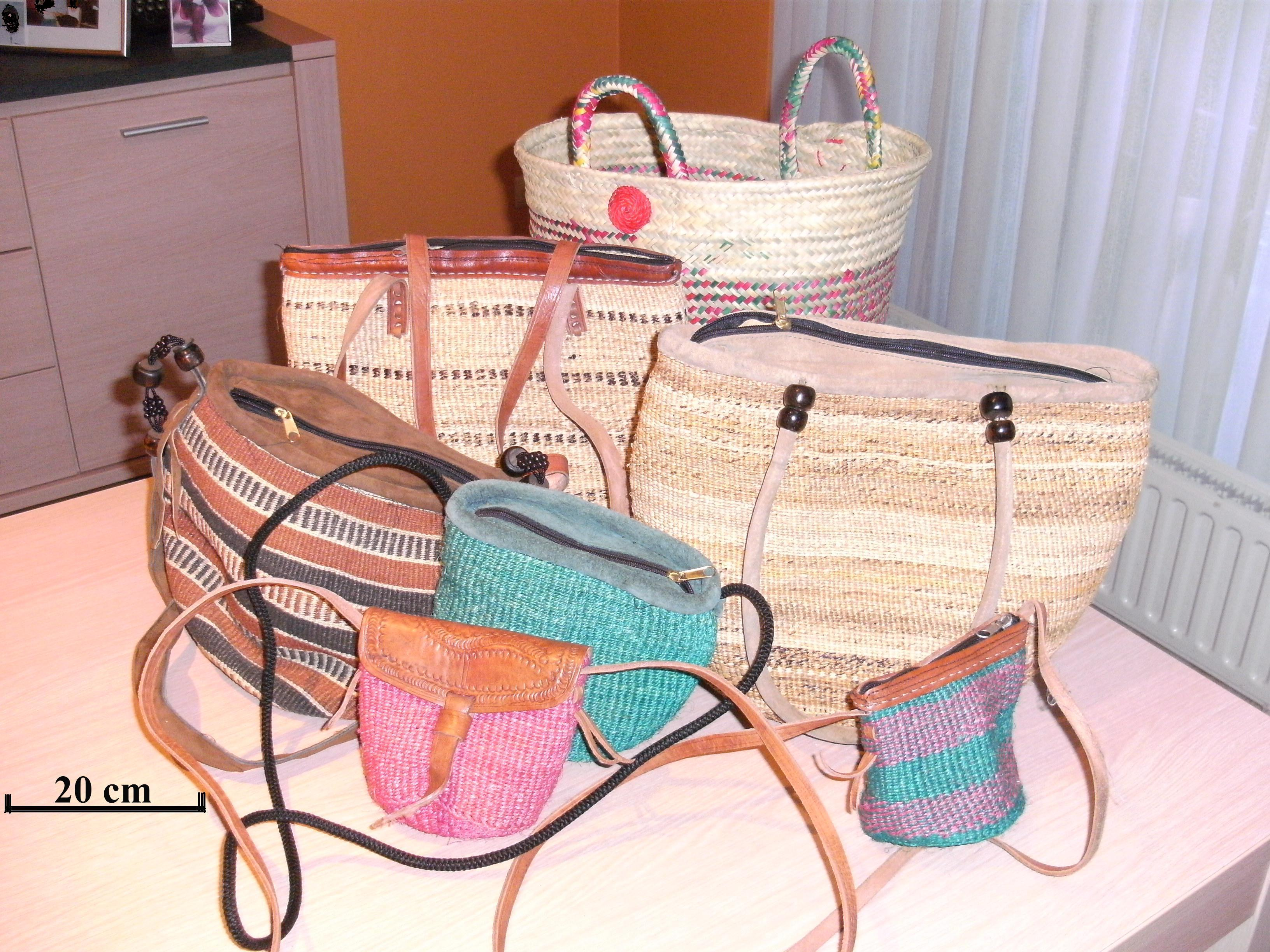
Kiondos
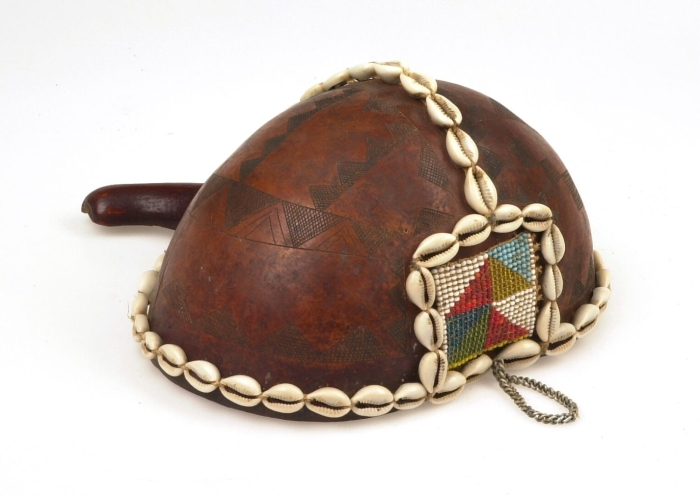
Calebasse utilisée dans la médecine traditionnelle

## Akamba célèbres
- Kalonzo Musyoka
- Charity Ngilu
- Maria Nzomo
- Joseph Ngumba
- Bishop Ndingi Mwana'a Nzeki
- John Mbiti
- Nzive Mutua
- Cyrus Mutiso
- Beatrice Mulala
- Faith Muli
- Nduku Kiiti
- Mwikali Kiet
- John Kivuto Ndeti
- Mutava Musyimi
- Rose Muya
- John David Kali
- Paul Sanga
- Moffat Maitha
- Jackson Muling
- Ndingi Mwana'a Nzeki
- Joseph Mulu Mutisya
- Joseph Kimeu Ngutu
- Joseph Munyao Konzollo
- Mwalimu Mati
- Kisoi Munyao
- John Harun Mwau
- Alfred Mutua
- Gabriel Kavulya Mulwa
- Muindi Mbingu
- Syotune Kathuke
- Syokimau

L'artisan Mutisya Muge est également un personnage célèbre à Mombasa, pour avoir introduit la sculpture sur bois dans la communauté Akambani. Son entreprise fondée en 1916 est désormais une coopérative mondialement réputée pour ses produits de l'art africain, qui emploie jusqu'à 10 000 membres ou non-membres, la Akamba Handicraft Industry Cooperative Society.